# Agua Fria (Nouveau-Mexique)
Agua Fria est une census-designated place (CDP) américaine située dans le comté de Santa Fe, au Nouveau-Mexique. Elle compte 2 800 habitants lors du recensement de 2010. Le village est une communauté historique traditionnelle (Traditional Historic Community), titre donné par le conseil des commissaires du comté de Santa Fe en 1995.

## Démographie
| Groupe                           | Agua Fria | Nouveau-Mexique | États-Unis |
| -------------------------------- | --------- | --------------- | ---------- |
| Blancs                           | 69,4      | 68,4            | 72,4       |
| Autres                           | 23,9      | 15,0            | 6,2        |
| Métis                            | 4,2       | 3,7             | 2,9        |
| Amérindiens                      | 1,6       | 9,4             | 0,9        |
| Asiatiques                       | 0,5       | 1,4             | 4,8        |
| Afro-Américains                  | 0,4       | 2,1             | 12,6       |
| Océaniens                        | 0,1       | 0,1             | 0,2        |
| Total                            | 100       | 100             | 100        |
|                                  |           |                 |            |
| Hispaniques et Latino-Américains | 79,3      | 46,3            | 16,7       |